# Aljaksej Žyhalkovič
Aljaksej Aljaksandravič Žyhalkovič (in bielorusso Аляксей Аляксандравіч Жыгалковіч?; Minsk, 18 aprile 1996) è un cantante bielorusso.

## Biografia
Nacque il 18 aprile 1996 a Minsk. Nel 2005 ha partecipato alla 48ª edizione dello Zecchino d'Oro. La canzone da lui interpretata, Lo zio Bé (Dze kaza poham in bielorusso), ha vinto lo Zecchino d'Argento per la migliore canzone straniera.
Successivamente ha partecipato al Junior Eurovision Song Contest 2007 vincendo con il brano S druz'jami. È il secondo vincitore della manifestazione originario della Bielorussia, dopo il successo di Ksenija Sitnik nel 2005.
Aljaksej ha vinto diversi premi internazionali musicali in Bielorussia, Italia e Bulgaria.

## Premi
- 2006 "Slavianski Bazaar" - Premio per i cantanti bambini a Vicebsk[3].
- 2007 Junior Eurovision Song Contest 2007  - 1º posto con la canzone С друзьями ("With Friends", in italiano "Con gli amici")